# Малая Ломоватка

Малая Ломоватка — река в России, протекает в Красноярском крае. Устье реки находится в 143 км по правому берегу реки Ломоватая. Длина реки составляет 46 км.

## Данные водного реестра
По данным государственного водного реестра России относится к Верхнеобскому бассейновому округу, водохозяйственный участок реки — Кеть, речной подбассейн реки — бассейн притоков (Верхней) Оби от Чулыма до Кети. Речной бассейн реки — (Верхняя) Обь до впадения Иртыша.